# Friedrich Karl Meyer
Friedrich Karl Meyer (1926 – 2012) è stato un botanico tedesco.
| F.K.Mey. è l'abbreviazione standard utilizzata per le piante descritte da Friedrich Karl Meyer. Consulta l'elenco delle piante assegnate a questo autore dall'IPNI. |

| Controllo di autorità | VIAF (EN) 57767854 · ISNI (EN) 0000 0001 1064 4385 · SBN LO1V488514 · LCCN (EN) nb99165783 · GND (DE) 132228289 |